# بروجكت إيتو
بروجكت إيتو (باليابانية: 伊藤 計劃) (14 أكتوبر 1974، طوكيو في اليابان - 20 مارس 2009، طوكيو في اليابان)؛ كاتب وروائي ياباني.